# Giovanni Leonardo da Cutri

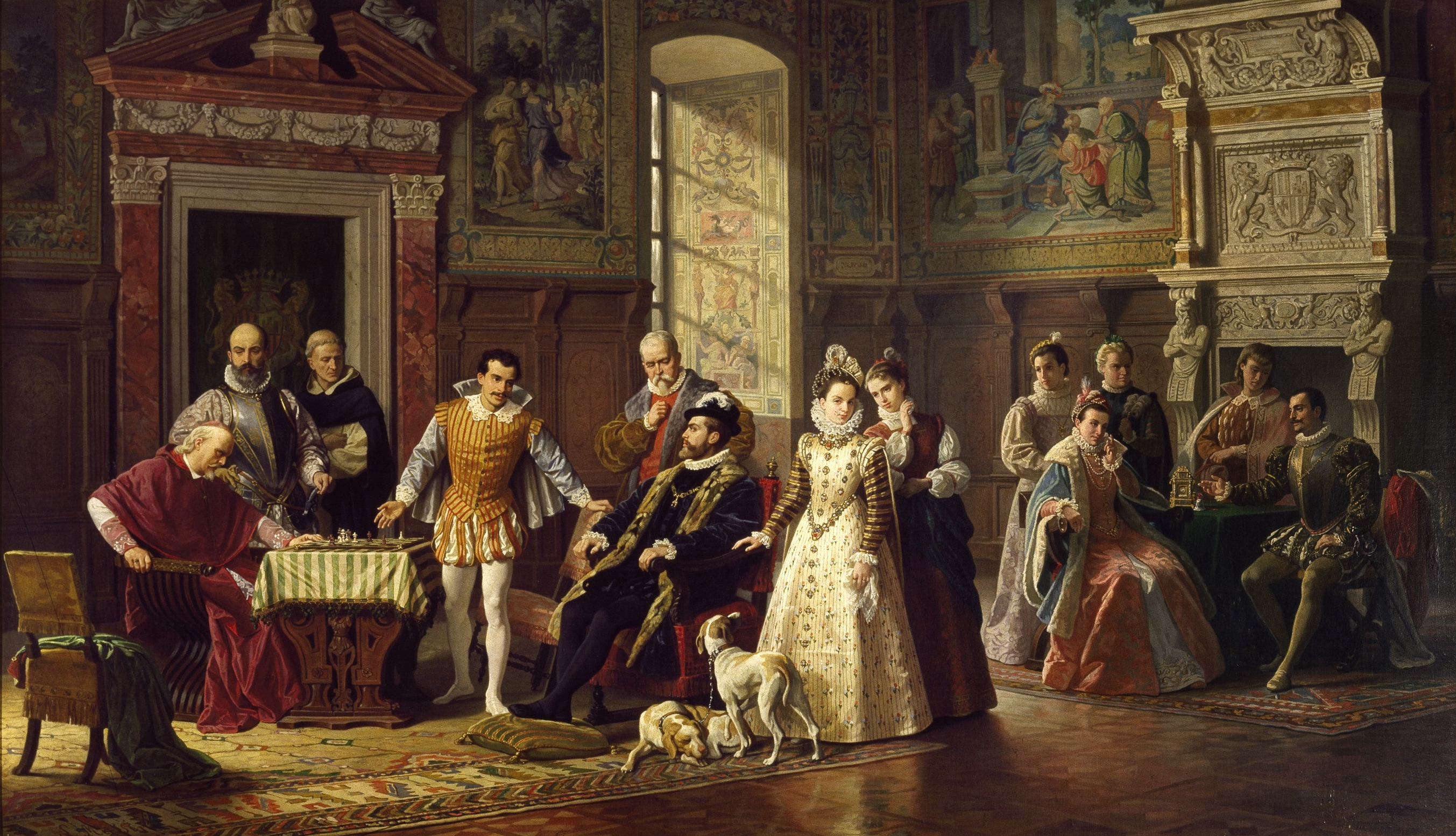
Leonardo da Cutri besiegt Ruy López am Hof von Philipp II., Gemälde von Luigi Mussini (1886)

Giovanni Leonardo da Cutri (* 1542 in Kalabrien; † 1597) war ein italienischer Schachmeister.
Leonardo da Cutri gehört zu den größten Schachmeistern des 16. Jahrhunderts. Er wurde wegen seines schmächtigen Wuchses „Il Puttino“ (der Kleine) genannt. Nach seinem Jurastudium in Rom widmete er sich ganz dem Schachspiel und schlug dort alle Meister.
Als aber 1560 der spanische Meister Ruy López nach Rom kam und Leonardo zu einem Schachkampf herausforderte, unterlag „Il Puttino“. Diese vernichtende Lektion stachelte seinen Ehrgeiz an. Er ging für zwei Jahre nach Neapel und studierte dort intensiv das Schachspiel. Als er nach Rom zurückkehrte, besiegte er den italienischen Meister Paolo Boi aus Syrakus in einem Wettkampf und beendete weitere Matches gegen führende Meister in verschiedenen Städten erfolgreich.
Nun fühlte er sich stark genug für einen Revanchekampf gegen López. Im Jahr 1575 reiste er bestens vorbereitet zusammen mit Paolo Boi und Giulio Cesare Polerio nach Madrid, wo am Hofe von König Philipp II. von Spanien das erste internationale Schachturnier der Geschichte stattfand. Für Spanien spielten Ruy Lopez und Alfons Seran. Die italienischen Meister wurden mit großer Ehrerbietung empfangen.
Gespielt wurde direkt am Hofe unter den Augen des Königs, der interessiert die Partien verfolgte, wenn die Staatsgeschäfte es zuließen. Für den Wettkampf zwischen López und Leonardo über drei Gewinnpartien setzte er 1000 Scudi als Preis aus, eine gewaltige Summe für damalige Verhältnisse. Leonardo verlor die erste Partie mit den schwarzen Steinen in einem forschen Königsgambit schon nach 12 Zügen. Auch in der zweiten Partie unterlag er. Dann aber trug die profunde Beratung seines Trainers und Sekundanten, des großen Theoretikers Polerio, Früchte: Leonardo gewann die nächsten drei Partien. Da auch Paolo Boi gegen Lopez und Seran gewann, war der italienische Triumph vollkommen. Es kam zum Stichkampf um den Gesamtsieg zwischen Boi und Leonardo. Die ersten beiden Partien gingen remis aus, dann unterlag auch Boi und Leonardo wurde der erste internationale Turniersieger nach heutigen Begriffen. Der König schenkte ihm einen kostbaren Hermelinmantel und einen mit Edelsteinen verzierten Salamander. Außerdem erhielt er die Zusicherung, dass seine Heimatstadt Cutro 20 Jahre lang keine Steuern zahlen musste.
Leonardo reiste nach Portugal weiter und besiegte am Hofe des portugiesischen Königs Sebastian in einem Wettkampf auch den portugiesischen Meister El Morro.
Von nun an dominierte das italienische Schach in Europa.